# Hermann Stümpert
Hermann Stümpert (* 24. Mai 1949 in Pirmasens; † 1. Oktober 2005 in Stein (Probstei)) war ein deutscher Journalist und einer der Pioniere des privaten Rundfunks in Deutschland.
Stümpert war in der Zeit von 1970 bis 1985 beim Saarländischen Rundfunk als Redakteur, Unterhaltungschef und Programmplaner angestellt. Nach der Zulassung privater Rundfunkanstalten in Deutschland gründete er 1985 Radio Schleswig-Holstein (R.SH) und war bis 1991 dessen Programmdirektor. In der Folgezeit wirkte Stümpert als Programmberater mehrerer privater und öffentlich-rechtlicher Rundfunksender. Er war Gesellschafter und bis 1997 Geschäftsführer bei BB Radio. 1997 gründete er das Institut für Produktideen und Medienkonzepte Heureka! GmbH, dessen Geschäftsführer er bis zu seinem Tode war.

## Werke
- Ist das Radio noch zu retten? Uni-Edition, Berlin 2005, ISBN 3-937151-30-3.